# Ixtlahuaco
Ixtlahuaco es unalocalidad de México, localizada en el municipio de Lolotla en el estado de Hidalgo.

## Toponimia
Del náhuatl Ix, ixtli, vista, tla, de tlalli, tierra, huac. Tierra que tiene vista, llanura, valle, Ixtlahuatl, vega o tierra llana, sabana o campo, c, en: En la llanura.

## Geografía
Se encuentra en la región geográfica de la Sierra Alta; a la localidad le corresponden las coordenadas geográficas 20°53′1.073″ de latitud norte y 98°42′12.072″ de longitud oeste, con una altitud de 1420 m s. n. m. Cuenta con un clima templado húmedo con lluvias todo el año.
En cuanto a fisiografía se encuentra en la provincia de la Sierra Madre Oriental, dentro de la subprovincia del Carso Huasteco; su terreno es de sierra. En lo que respecta a la hidrografía se encuentra posicionado en la región del Pánuco, dentro de la cuenca el río Moctezuma, y en la subcuenca del río Amajac.

## Demografía
En 2020 registró una población de 1287 personas, lo que corresponde al 13.58 % de la población municipal. De los cuales 567 son hombres y 655 son mujeres.
| Gráfica de evolución demográfica de Ixtlahuaco entre 1900 y 2020 |
|                                                                  |
| Población registrada por los censos y conteos del INEGI.         |